# Catedral de la Santísima Trinidad (Adís Abeba)
La Catedral de la Santísima Trinidad, conocida en amhárico como Kidist Selassie, es la catedral ortodoxa de mayor rango de Adís Abeba, Etiopía. Se construyó para conmemorar la liberación de Etiopía de la ocupación italiana y es el segundo lugar de oración más importante del país, tras la Iglesia de Santa María de Sion en Aksum.

## Altar Puro

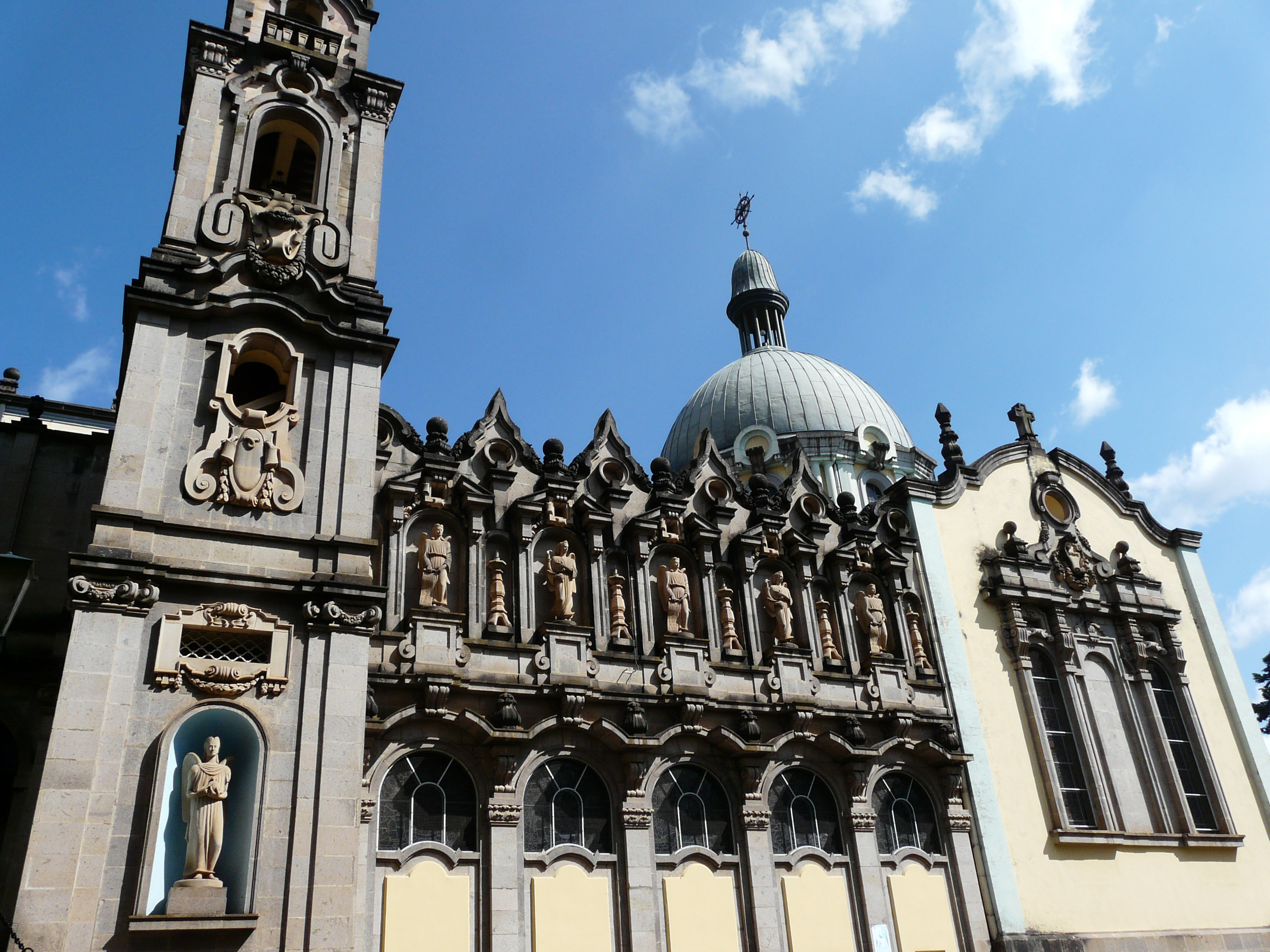
Catedral de la Santísima Trinidad

La catedral tiene el título 'Menbere Tsebaot', o 'Altar Puro'. El recinto de la iglesia es el lugar de entierro de quienes lucharon contra la ocupación italiana y quienes acompañaron al emperador en el exilio entre 1936 y 1941. El Emperador Haile Selassie I y su consorte, la Emperatriz Menen Asfaw, están enterrados en el transepto norte de la catedral. Otros miembros de la familia imperial están enterrados en la cripta bajo la iglesia. El Altar Mayor de la catedral está dedicado a 'Agaiste Alem Kidist Selassie' (La Santísima Trinidad, Soberanos del Mundo). Los otros dos altares en el Santo de los Santos, a cada lado del Altar Mayor, están dedicados a San Juan Bautista y 'Kidane Meheret' (Nuestra Señora de la Misericordia). En el transepto sur de la catedral hay una capilla de San Miguel, añadida recientemente, que contiene el Tabot o Arca de San Miguel Arcángel, que fue devuelto a Etiopía en febrero de 2002 tras ser descubierto en Edimburgo. Esta reliquia fue cogida por las fuerzas británicas de la ciudadela de Magdalla en 1868 durante su campaña contra el Emperador Tewodros II.

## Estructuras de la catedral
El complejo de la Catedral también contiene la Iglesia 'Bale Wold' (Fiesta de Dios Hijo), también conocida como Iglesia de las Cuatro Criaturas Celestiales. Esta iglesia sirvió como la original Iglesia del Monasterio de la Santísima Trinidad antes de la construcción de la catedral y se remonta al reinado del emperador Menelik II. Otras instalaciones son un colegio de primaria y secundaria, un monasterio, el Colegio Teológico de la Santísma Trinidad, un museo y monumentos que albergan los restos de quienes fueron masacrados en Adís Abeba por los italianos en 1937 en respuesta a un intento de asesinato contra el virrey fascista del África Oriental Italiana. Además, es el monumento y tumba de los oficiales del gobierno imperial que fueron ejecutados por el régimen comunista de Derg. La Catedral de la Santísima Trinidad es la sede oficial de la Arquidiócesis Ortodoxa de Adís Abeba. Los patriarcas de la iglesia ortodoxa etíope son entronizados en esta catedral, y también todos los obispos son consagrados allí.

## Entierros
Las tumbas del emperador Haile Selassie I y la emperatriz Menen Asfaw, y otros miembros de la familia imperial, están dentro de la Catedral de la Santísima Trinidad. Los difuntos patriarcas de la Iglesia Ortodoxa de Etiopía, Abune Tekle Haimanot y Abune Paulos, están enterrados en el cementerio, como la famosa sufragista y activista antifascista británica Sylvia Pankhurst.